# Bartosz Czarnecki
Bartosz Jarema Czarnecki (ur. 27 grudnia 1968) – polski architekt, doktor habilitowany nauk technicznych, profesor uczelni Wydziału Architektury Politechniki Białostockiej, specjalista w zakresie urbanistyki i planowania przestrzennego oraz kształtowania przestrzeni publicznej.

## Życiorys
W 1992 ukończył w Politechnice Białostockiej studia na kierunku architektura i urbanistyka. W 1999 na podstawie napisanej pod kierunkiem Konrada Kucza-Kuczyńskiego rozprawy pt. Problem modernizacji przestrzeni placów rynkowych małych miast na wybranych przykładach z terenu Białostocczyzny otrzymał na Wydziale Architektury Politechniki Warszawskiej stopień naukowy doktora nauk technicznych w dyscyplinie architektura i urbanistyka w specjalności architektura i urbanistyka. Tam też uzyskał w 2013 stopień doktora habilitowanego nauk technicznych w dyscyplinie architektura i urbanistyka w specjalności kształtowanie przestrzeni publicznej.
Profesor uczelni Politechniki Białostockiej na Wydziale Architektury w Katedrze Architektury Mieszkaniowej, a także nauczyciel akademicki w Wyższej Szkoły Finansów i Zarządzania w Białymstoku (do 2010 roku).
Członek Stowarzyszenia Architektów Polskich, Towarzystwa Urbanistów Polskich, Stowarzyszenia Forum Rewitalizacji, Forum Białystok – Miasto Jutra oraz Izby Urbanistów do jej rozwiązania w 2014.
Jest synem prof. zw. dr hab. inżyniera architekta Witolda Czarneckiego.

## Ważniejsze osiągnięcia zawodowe i naukowe
- trzykrotnie kierownik projektu badawczego MNiSW/KBN (1995, 2001, 2008)
- inicjator i współautor książki Kształtowanie bezpiecznej przestrzeni publicznej (z dr W. Siemińskim), Difin, Warszawa 2004
- autor monografii Przestrzenne aspekty przestępczości, OWPB, Białystok 2011
- dwukrotny laureat nagrody Ministra Budownictwa (Infrastruktury): 1994 (wyróżnienie, z prof. arch. W. Czarneckim), 2004 (nagroda, z dr W. Siemińskim)
- laureat kilku konkursów urbanistycznych
- członek Okręgowej Izby Urbanistów z/s w Warszawie (uprawnienia planistyczne) – do jej likwidacji w roku 2014[5].
- przewodniczący Komitetu Organizacyjnego Międzynarodowej Konferencji Naukowej 100 Bauhaus: Past - Present - Future, WA PB 2019
- członek Komitetów Naukowych Konferencji: Międzynarodowa Konferencja Naukowa Turystyka na obszarach przyrodniczo cennych, Konferencja Naukowa Prawo Do Miasta, Multikonferencja WA PŚl

## Ważniejsze sprawowane funkcje
- Prodziekan Wydziału Architektury PB ds. Nauki (2005–2012)
- członek Zarządu Oddziału Stowarzyszenia Architektów Polskich w Białymstoku (od 2006 roku)
- członek Sekcji Historii, Architektury i Konserwacji Zabytków Komitetu Architektury i Urbanistyki PAN (2006-2010)
- Zastępca Przewodniczącego Miejskiej Komisji Urbanistyczno-Architektonicznej w Białymstoku (2008–2010)
- członek Senatu Politechniki Białostockiej (2008-2016)
- Przewodniczący Komisji ds. Dostosowania Przestrzeni Miejskiej na Terenie Miasta Białegostoku/ do Potrzeb Osób z Niepełnosprawnością (2012–2016)
- Kierownik Pracowni Urbanistyki i Planowania Przestrzennego (od 2012 roku)
- twórca i sekretarz naukowy (2009-2014) oraz redaktor naczelny (od 2014 roku) czasopisma naukowego Architecturae et Artibus (wykaz MNiSW - 40 pkt.)
- współfundator i Wiceprezes Instytutu Kronenberga (od 2015 roku)
- Kierownik Pracowni (d. Zakładu) Urbanistyki i Planowania Przestrzennego
- Przewodniczący Wojewódzkiej Komisji Urbanistyczno-Architektonicznej przy Urzędzie Marszałkowskim Województwa Podlaskiego (od 2016 r.)[5].
- zastępca Przewodniczącej Wojewódzkiej Rady Ochrony Zabytków przy PWKZ w Białymstoku (2017-2020)
- Dyrektor Instytutu Architektury i Urbanistyki WA PB (od 2019 roku)
- Kierownik dyscypliny naukowej architektura i urbanistyka w PB (od 2019 roku)
- członek Zarządu Oddziału Towarzystwa Urbanistów Polskich w Białymstoku (od 2012 roku), Prezes Zarządu Oddziału TUP w Białymstoku (od 2021 roku), członek Rady TUP (od 2022 roku)
- członek Rady Naukowej Parku Krajobrazowego Puszczy Knyszyńskiej (od 2021 roku)
- zastępca przewodniczącego Rady Naukowej WA PB (od 2023 roku)
- członek Zarządu Głównego Związku Szlachty Polskiej (od 2023 roku)
- Przewodniczący Gminnej Komisji Urbanistyczno-Architektonicznej w Supraślu (od 2023 roku)